# パトリック・ネス
パトリック・ネス（Patrick Ness、1971年10月17日 - ）は、アメリカ合衆国・バージニア州フェアファックス郡生まれのイギリスの作家、ジャーナリスト。
南カリフォルニア大学で英文学を学び、1999年にイギリスに渡った。
2008年にガーディアン賞、ジェイムズ・ティプトリー・ジュニア賞、2009年にコスタ賞、2011年、2012年にカーネギー賞を受賞した。

## 受賞歴
- ガーディアン賞 2008年 （The Knife of Never Letting Go〈『心のナイフ』〉に対して）
- ジェイムズ・ティプトリー・ジュニア賞 2008年 （The Knife of Never Letting Go〈『心のナイフ』〉に対して）
- コスタ賞児童文学部門 2009年 （The Ask and the Answer〈『問う者、答える者』〉に対して）
- カーネギー賞  
  - 2011年 （Monsters of Men〈『人という怪物』〉に対して）
  - 2012年 （A Monster Calls〈『怪物はささやく』〉に対して）

## 主な作品

### ヤングアダルト向け
- Chaos Walking（混沌の叫び）シリーズ
  - en:The Knife of Never Letting Go（『心のナイフ』） (2008)
  - en:The Ask and the Answer（『問う者、答える者』） (2009)
  - en:Monsters of Men（『人という怪物』） (2010)
  - The New World（「新世界（ニュー・ワールド）」） (2009) 短編
  - en:The Wide, Wide Sea (2013) 短編
  - en:Snowscape (2013) 短編
- en:A Monster Calls（『怪物はささやく』） (2011) シヴォーン・ダウド (en:Siobhan Dowd) 原案
- Doctor Who: Tip of the Tongue
- More Than This（『まだなにかある』） (2013)
- Class（『CLASS/クラス』） (2016)[1]

### 一般向け
- The Crash of Hennington (2003)
- Topics About Which I Know Nothing (2005) 短編集
- The Crane Wife (2013)

## 日本語訳された作品
- 『怪物はささやく』（シヴォーン・ダウド原案、池田真紀子訳、あすなろ書房） 2011年
- 『混沌の叫び』（金原瑞人, 樋渡正人訳、東京創元社）
  1. 「心のナイフ」上・下、2012年
  2. 「問う者、答える者」上・下、2012年
  3. 「人という怪物」上・下、2013年

  - 下巻巻末に短編「新世界（ニュー・ワールド）」所収。
- 『まだなにかある』上・下（三辺律子訳、辰巳出版） 2015年

## 映像化作品
- 怪物はささやく - 2016年公開。実写と劇中の挿し絵アニメが織り成す手法を手掛けるファンタジー映画。製作国アメリカ・スペイン合作。ゴヤ賞9部門受賞。主演 - ルイス・マクドゥーガル、フェリシティ・ジョーンズ、シガニー・ウィーバー、怪物役リーアム・ニーソン他。監督J・A・バヨナ、製作ベレン・アティエンサ、パトリック・ネス作者本人がパンズ・ラビリンスのスタッフに加わり脚本と製作総指揮を担当。日本公開は2017年6月9日。